# 荷蘭月球樣本展品

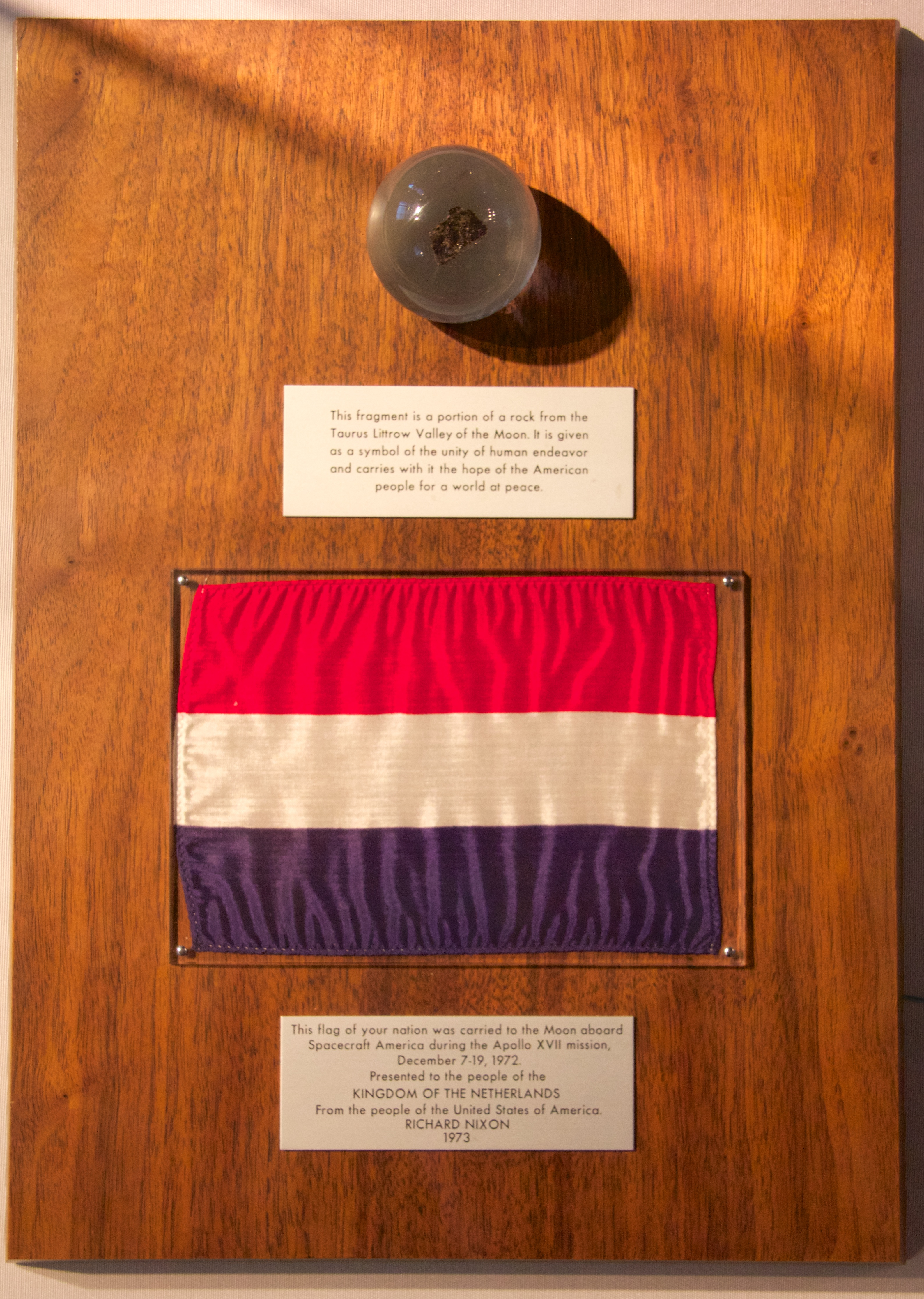
在荷蘭的阿波罗17号月球样本展品

荷蘭月球樣本展品，荷蘭有兩個紀念牌匾展示阿波罗11号和阿波罗17号從月球帶回來的岩石樣本，由時任美國總統理查德·尼克松贈送給荷蘭人民表示友好關係。

## 樣本

### 阿波罗11号
應總統尼克松要求，美国国家航空航天局在1969年的阿波罗11号登月後，製作了大約250個月球樣本展示牌，每個含有四塊約一粒飯大小的月岩，重約50毫克。阿波羅11號月球樣品展品有一個丙烯酸有機玻璃製成的透明球體中，裡面裝有月岩，放在接受者的國旗或州旗上方，這些旗幟曾隨阿波罗11号一起登月。共135個國家和美國50個州、各領地和聯合國都收到了月岩展示。
尼克松總統在1970年送出這些展示牌。

### 阿波罗17号
阿波罗17号收集的月球岩石後來命名為70017号月球玄武岩，並得名「友善石」（Goodwill rock）。每塊月岩重約1.14克，與阿波羅11號展品同樣地放在聚甲基丙烯酸甲酯透明球體中，及隨阿波羅17號登月的接收者國旗。
尼克松總統在1973年送出這些展示牌到135個國家和美國各地。

## 贗品
1992年，阿姆斯特丹国家博物馆從已故荷蘭首相威廉·德雷斯遺產得到阿波罗11号月岩。2009年，研究發現這塊所謂的月岩只不過是硅化木。